# 黎明越南演唱會96
黎明越南演唱會96是香港歌手黎明的個人演唱會，由西貢表演公司及融騰企業（香港）公司主辦，百仕活娛樂事業有限公司製作，並由9個廠商贊助，演唱會於1996年5月9日至10日一連2場在越南胡志明市富壽跑馬場舉行，成為越南革新開放後首個到當地演唱的華人歌手，開創越南大型演唱會的先河。

## 背景
黎明是越南革新開放以來，繼英國歌手湯·鍾士之後第二個到越南演唱的歌手，而且是越南當地首次有激光音響的大型演唱活動，是當地民眾的娛樂盛事，越南政府為策安全，派出一千名安全隊及另有四百名警察手持防暴盾牌、電棒到場維持秩序。

## 製作

### 場地架設
《黎明越南演唱會96》的演出地點位於越南胡志明市的富壽跑馬場，該處是一個開發中的旅遊區，馬場平日只有日場賽事，觀眾席的座位是鐵座椅，沒有電燈等照明設施，演唱會以露天形式進行，會場面積佔整個馬場的一小部份，設有舞台、後台及控制中心，觀眾席可容納約一萬多人，主辦單位在會場圍上新的鐵絲網，以竹枝搭成欄杆，觀眾席原有的鐵座椅更換為全新的紅色和藍色膠座椅，同時從馬場的總電房拖出電纜分支接駁新增設的二三十枝電燈柱，此項照明工程在一天之內完成，舞台的射燈及音響設備則由香港運到當地。

### 人手安排
伴隨黎明由香港往越南演唱的台前幕後工作人員約有一百人，在當地的酒店租用了50個房間，Stanley保鏢團隊負責在黎明入住的總統套房門外24小時把守。主辦單位安排了一千多名穿上綠色制服、手持盾牌和電棒的公安助維持秩序及400名保安人員在場戒備。形象顧問Jonathan Chan負責設計演出服裝，黎明穿著的服裝以夏季流行服裝為主，包括Supporter（承托）內褲、透視哩士恤衫、低腰褲等，而翻譯員則協助黎明與台下觀眾溝通。

## 反響

### 票房反應
《黎明越南演唱會96》的最高價格門票為45萬越南盾（約港幣三百五十元），當時越南市民的平均月薪約一百萬越南盾（約港幣七百八十元），評論認為此演唱會屬高消費的娛樂活動，票價對當地市民來說是非常昂貴，普通工人需要花費半個甚至一個月的薪酬才能夠看一場演唱會，不少人把一年來省下的積蓄花在此演唱會的門票上，門票於演唱會舉行前全部售罄。

### 各界迴響
1996年5月8日，黎明由香港出發往越南，不少香港歌迷在機場等候黎明，場面一度混亂，黎明需由機場的保安人員護送入閘，8名穿著越南民眾服裝的少女則在越南機場迎接黎明，同時亦吸引了各地傳媒採訪，有記者偷拍黎明入住當地酒店的情況。現場觀眾約有一萬多人，大多是越南華僑，同時有不少民眾在場外湊熱鬧，有購買了貴價門票的觀眾因坐不到好的位置而跟有關方面理論，氣氛一度緊張，不少觀眾須站立觀看演唱會，黎明跳下台與觀眾握手時造成一陣騷動，其餘時間秩序大致良好。有觀眾表示黎明在這次演唱會所穿著的服裝更接近群眾，看起來親切、自在、舒適，來自香港的觀眾則認為當地市民平日沒有機會得到黎明的照片，因此帶同大量黎明照片到售賣唱片的店舖，每當有人購買黎明的音樂作品，便向購買者送上一張照片。傳媒認為黎明開創了在越南舉行大型演唱會的先河，演唱會的製作效率和水準達到高水平，黎明對自己的演出表現感到滿意，他認為現場觀眾既熱情又守秩序，並希望此演唱會的成功可以令其他香港歌手到越南舉辦演唱活動時更容易獲得批文。